# (10863) Oye
(10863) Oye (1995 QJ3) – planetoida z pasa głównego asteroid okrążająca Słońce w ciągu 5,04 lat w średniej odległości 2,94 j.a. Odkryta 31 sierpnia 1995 roku.